# Зеленокумск
Зеленокумск (рус. Зеленокумск) град је у Русији у Ставропољском крају.

## Географија
Површина града износи 24 km².

## Становништво
| 1939.  | 1959.  | 1970.  | 1979.  | 1989.  | 2002.  | 2010.  |
| ------ | ------ | ------ | ------ | ------ | ------ | ------ |
| 10.700 | 11.503 | 29.691 | 32.053 | 35.323 | 40.340 | 35.839 |